# Jiang Zhenbang
Jiang Zhenbang (en chino: 蒋振邦; 28 de mayo de 2001) es un deportista chino que compite en bádminton. Ganó una medalla de bronce en el Campeonato Mundial de Bádminton de 2023, en la prueba de dobles mixto.

## Palmarés internacional
| Campeonato Mundial | Campeonato Mundial     | Campeonato Mundial | Campeonato Mundial |
| Año                | Lugar                  | Medalla            | Prueba             |
| ------------------ | ---------------------- | ------------------ | ------------------ |
| 2023               | Copenhague (Dinamarca) | Medalla de bronce  | Dobles mixto       |